# Emil Girbig

Emil Girbig

Emil Girbig (* 11. Juni 1866 in Elisabethhütte, Landkreis Lübben; † 6. Februar 1933 in Berlin) war ein deutscher Glasarbeiter, Gewerkschafter und Politiker (SPD).

## Leben und Wirken
Girbig wurde 1866 als Sohn eines Glasmachers in Elisabethhütte bei Jamlitz geboren. Nach dem Besuch der Volksschule in Köpenick in den Jahren 1872 bis 1880 absolvierte er ebenfalls eine Lehre zum Glasmacher. Nachdem Girbig bis 1897 in seinem erlernten Beruf tätig gewesen war, wurde er 1897 zum Vorsitzenden des Zentralverbandes der Glasarbeiters Deutschlands berufen. Dieses Amt übte er bis 1926 knapp dreißig Jahre aus. Da dieser Posten in den ersten Jahren nur sehr bescheiden besoldet war, war Girbig von 1897 bis 1900 darauf angewiesen parallel zu seiner Tätigkeit im Glasarbeiterverband eine Gastwirtschaft in Stralau zu betreiben. Danach besserten sich seine Einkünfte als Berufsfunktionär so weit, dass er die Gastwirtschaft aufgeben konnte. Der Verband wurde in den folgenden Jahren zu einer der wichtigsten Interessenvertretungen Deutschlands. Laut dem Handwörterbuch des Gewerkschaftswesen verdankte die Organisation ihren Aufstieg „zu einem großen Teil der unermüdlichen rednerischen und publizistischen Tätigkeit“ Girbigs. Von 1901 bis 1920 bekleidete Girbig zudem das Amt des internationalen Sekretärs der Glasarbeiter.
Nach dem Ende des Ersten Weltkrieges begann Girbig sich verstärkt parteipolitisch zu engagieren. 1919 gehörte er für die Sozialdemokratische Partei Deutschlands (SPD) der Weimarer Nationalversammlung an, in der er den Wahlkreis 9 (Liegnitz) vertrat. Danach war Girbig von 1920 bis 1924 und erneut von 1928 bis 1930 Mitglied des Reichstages in Berlin. In diesem vertrat er erst den Wahlkreis 9 (Liegnitz) und nach einer Neudurchnummerierung der Wahlkreise den Wahlkreis 8 (ebenfalls Liegnitz). Ab 1926 war er zudem Gewerkschaftsbeamter des Keramischen Bundes.

## Schriften
- Die Glasbearbeitung. Ein Vortrag mit 80 Lichtbildern für Fachleute und Laien, 1920.